# Internazionale 5 quilles
Internazionale 5 quilles, conosciuta anche come italiana 5 birilli e più semplicemente 5 birilli, è la più nota tra le specialità del biliardo all'italiana.
Si disputa sul tavolo da biliardo senza buche lungo 284 cm e largo 142 cm (detto anche "tavolo internazionale"), lo stesso utilizzato per la specialità della carambola.
Altre specialità di gioco con diversi punti di contatto con l'internazionale 5 quilles sono la goriziana (nove birilli) e le boccette.

## Compendio delle regole di gioco

### Generalità
Il tavolo da biliardo attualmente in uso è privo di buche e si gioca con tre biglie dello stesso diametro. Le biglie hanno tre colori diversi: si usano spesso il bianco, il giallo e il rosso. Le biglie di colore bianco e giallo sono quelle usate dai giocatori, mentre quella rossa ha la funzione di pallino. Fino alla metà degli anni ottanta in Europa era abituale l'uso del biliardo corredato da sei buche strette (una per ogni angolo e due al centro della sponda di maggior lunghezza) e l'uso di due biglie usate dai giocatori (solitamente erano bianche entrambe di cui una con un puntino nero, oppure erano una bianca e una rossa) e di una terza, più piccola, con la funzione di pallino (solitamente di colore bianco).
Come da nomenclatura della specialità, al centro del biliardo è posta una croce di birilli (detta castello) composta da quattro birilli esterni bianchi e uno centrale rosso, posizionati in corrispondenza della mezzeria delle sponde e distanziati tra di loro di uno spazio pari a quello strettamente necessario al passaggio di una biglia.

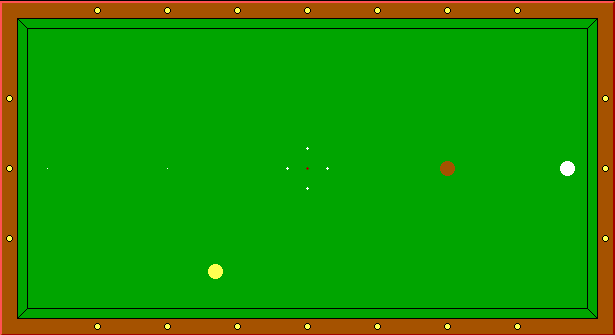
Una semplificazione schematica della preparazione per una partita al "cinque birilli"

La partita si svolge tra due giocatori o tra due squadre di giocatori (normalmente composte da due giocatori per squadra) che, dopo la scelta iniziale del colore della propria biglia (da usare per tutta la durata della partita) e la sistemazione delle biglie nella posizione di partenza, si alternano reciprocamente al tiro.
Lo scopo del gioco è quello di colpire con la stecca la propria biglia in maniera valida e, tramite essa, colpire la biglia avversaria in modo tale che quest'ultima, nella sua corsa sul tavolo di gioco, abbatta dei birilli e/o colpisca il pallino ottenendo così punti a proprio vantaggio. Nel caso invece uno o più birilli siano abbattuti dalla propria biglia, il totale dei punti viene attribuito all'avversario. La partita termina al raggiungimento del punteggio prefissato dai giocatori o dall'arbitro di gioco (abitualmente 60 punti).
Quando si giocava con i tavoli con le buche strette e il relativo set di biglie (2 grandi e 1 più piccola) riuscire a colpire la biglia avversaria nel caso fosse necessario un tiro indiretto (colpendo prima una o più sponde) risultava maggiormente difficoltoso a causa di una superficie di battuta non continua (interrotta dalle buche). Se la propria biglia cadeva in una buca tutti i punti eventualmente ottenuti venivano attribuiti all'avversario; quest'ultimo rimetteva in gioco la biglia imbucata in posizione di acchito opposto alla posizione in cui in quel momento si trovava la propria e giocava una biglia libera (posizionava a proprio piacere la propria per effettuare il proprio tiro). Se viceversa si faceva cadere la biglia avversaria in buca l'avversario rimetteva in gioco la biglia imbucata posizionando la propria biglia a piacere in un punto qualsiasi della metà biliardo opposta. Infine se a cadere in buca era il pallino, il valore attribuito era doppio.

### Punteggio
| Punti    | Azione                                                                                                |
| -------- | --- |
| 2 punti  | birillo bianco abbattuto                                                                              |
| 4 punti  | birillo centrale rosso abbattuto assieme ad almeno un altro birillo bianco                            |
| 10 punti | birillo centrale rosso abbattuto da solo (dal 2013). Storicamente, i punti assegnati erano 8.         |
| 3 punti  | pallino colpito dalla biglia avversaria, una volta colpita regolarmente dalla propria biglia          |
| 4 punti  | pallino colpito dalla propria biglia, una volta che essa ha colpito regolarmente la biglia avversaria |

Il pallino viene conteggiato una sola volta, in base alla prima tra le due biglie che lo colpisce.
Con un colpo solo, il massimo punteggio realizzabile è 16 (tutti i birilli abbattuti e pallino colpito dalla propria biglia).

### Penalità
Nel gioco s'incorre in penalità per diversi motivi:
- non si colpisce la propria biglia in modo corretto (steccata);
- non si colpisce la biglia avversaria per traiettoria errata o corta;
- si abbattono uno o più birilli prima di colpire la biglia avversaria;
- si fanno uscire una o più biglie dal tavolo anche se toccano la parte superiore (cornice) della sponda;
- si tocca con il corpo, con la stecca o con gli indumenti la biglia battente, la biglia avversaria o il pallino;
- si abbattono uno o più birilli con la stecca o con il corpo;
- si colpisce il pallino prima della biglia avversaria;
- viene reclamata una posizione scorretta del giocatore che ha preso palla a mano.

In caso di punti persi, si conteggiano 2 punti per la penalità più gli eventuali punti realizzati (in questo caso il pallino viene conteggiato sempre con 2 punti indifferentemente se colpito con biglia propria o avversaria).

## Albi d'oro

### Campionato mondiale per squadre nazionali
Organizzato dall'Union Mondiale de Billard, il World Championship 5 Pins National Teams (in italiano: "campionato mondiale di 5 birilli per squadre nazionali") è stato inaugurato nel 2019.
| Edizione | Anno | Località      | Vincitori |
| 1        | 2019 | Lugano        | Andrea Quarta - Michelangelo Aniello - Matteo Gualemi - Daniel López - Alberto Putignano                     |
| 2        | 2023 | Hall in Tirol | Michelangelo Aniello - Matteo Gualemi - Paolo Marcolin - Andrea Quarta - Santi Caratozzolo - Achille Mignolo |

### Campionato mondiale individuale
| Edizione | Anno | Località          | Vincitore                  | Finalista             |
| 1        | 1965 | Santa Fe          | Manuel Gomez               | Anselmo Berrondo      |
| 2        | 1968 | Bell Ville        | Anselmo Berrondo           | Nelson Filippi        |
| 3        | 1975 | Campione d'Italia | Domenico Acanfora          | Enzo Vicario          |
| 4        | 1978 | Bell Ville        | Ricardo Fantasia           | Anselmo Berrondo      |
| 5        | 1979 | Pesaro            | Attilio Sessa              | Néstor Osvaldo Gómez  |
| 6        | 1980 | Necochea          | Néstor Osvaldo Gómez       | Ricardo Fantasia      |
| 7        | 1982 | Loano             | Néstor Osvaldo Gómez       | Nicolò Cammarata      |
| 8        | 1983 | Marco Juarez      | Miguel Ángel Borrelli      | Carlo Cifalà          |
| 9        | 1985 | Spoleto           | Giampiero Rosanna          | Miguel Ángel Borrelli |
| 10       | 1987 | Milano            | Carlo Cifalà               | Néstor Osvaldo Gómez  |
| 11       | 1989 | Chiasso           | Gustavo Enrique Torregiani | Giorgio Colombo       |
| 12       | 1990 | Brescia           | Gustavo Enrique Torregiani | Carlo Cifalà          |
| 13       | 1992 | Arezzo            | Giampiero Rosanna          | Riccardo Belluta      |
| 14       | 1993 | Bolivar           | Fabio Cavazzana            | Ricardo Dieguez       |
| 15       | 1995 | Fiuggi            | Gustavo Adrian Zito        | Giorgio Colombo       |
| 16       | 1998 | Ferrara           | David Martinelli           | Fabrizio Borroni      |
| 17       | 1999 | Necochea          | Gustavo Adrian Zito        | Marco Sala            |
| 18       | 2003 | Legnano           | Crocefisso Maggio          | Gerardo Mascolo       |
| 19       | 2006 | Siviglia          | Michelangelo Aniello       | Andrea Quarta         |
| 20       | 2008 | Sarteano          | Andrea Quarta              | Daniel López          |
| 21       | 2009 | Villa María       | Gustavo Enrique Torregiani | Daniel López          |
| 22       | 2015 | Milano            | Matteo Gualemi             | Sandro Giachetti      |
| 23       | 2017 | Necochea          | Alejandro Martinotti       | Michelangelo Aniello  |
| 24       | 2019 | Pistoia           | Ciro Davide Rizzo          | Santi Caratozzolo     |
| 25       | 2022 | Calangianus       | Andrea Quarta              | Ricardo Dieguez       |
| 26       | 2024 | Venaria Reale     | Andrea Ragonesi            | Andrea Quarta         |

### World Cup Pro
| Edizione | Anno | Località      | Vincitore           | Finalista           |
| 1        | 1993 | Cannes        | Salvatore Mannone   | Gustavo Adrian Zito |
| 2        | 1994 | Saint-Vincent | Gustavo Adrian Zito | Paolo Diomajuta     |
| 3        | 1996 | Saint-Vincent | David Martinelli    | Giuseppe Consagno   |
| 4        | 1997 | Montecarlo    | Gustavo Adrian Zito | Vitale Nocerino     |

### Campionato europeo individuale
| Edizione | Anno | Località         | Vincitore            | Finalista            |
| 1        | 1986 | Sanremo          | Carlo Cifalà         | Nicolò Cammarata     |
| 2        | 1988 | Basilea          | Carlo Cifalà         | Giacomo Ferretti     |
| 3        | 1990 | Verona           | Attilio Sessa        | Vitale Nocerino      |
| 4        | 1991 | Intra            | Paolo Diomajuta      | Carlo Cifalà         |
| 5        | 1992 | Sabadell         | Riccardo Belluta     | Arturo Albrito       |
| 6        | 1993 | Pompei           | Angelo Bellocchio    | Antonio Madia        |
| 7        | 1997 | Milano           | David Martinelli     | Riccardo Masini      |
| 8        | 1999 | Montecarlo       | Crocefisso Maggio    | Andrea Berniga       |
| 9        | 2005 | Brandeburgo      | Andrea Quarta        | Crocefisso Maggio    |
| 10       | 2007 | Mirabella Eclano | Andrea Quarta        | Michelangelo Aniello |
| 11       | 2010 | Brandeburgo      | Andrea Quarta        | David Martinelli     |
| 12       | 2013 | Brandeburgo      | Michelangelo Aniello | Sandro Giachetti     |
| 13       | 2015 | Brandeburgo      | Michelangelo Aniello | Thomas Primon        |
| 14       | 2017 | Brandeburgo      | Matteo Gualemi       | Daniel López         |
| 15       | 2019 | Brandeburgo      | Andrea Quarta        | Fioravante Vecchione |
| 16       | 2022 | Randers          | Michelangelo Aniello | Kasper Kristoffersen |
| 17       | 2023 | Antalya          | Andrea Quarta        | Paolo Marcolin       |
| 18       | 2024 | Calangianus      | Michelangelo Aniello | Andrea Quarta        |

### Campionato europeo per squadre nazionali
| Edizione | Anno | Località      | Vincitori                                                                                           |
| 1        | 2004 | Kassel        | Angelo Manzoli - Matthieu Hingant - Alexandre Guillemant - Patrick Feron                            |
| 2        | 2005 | Sottelville   | Crocefisso Maggio - Michelangelo Aniello - Gianni Bombardi - Marco Sala                             |
| 3        | 2006 | Canegrate     | Néstor Osvaldo Gómez - Salvatore Mannone - David Martinelli - Andrea Paoloni                        |
| 4        | 2007 | Berna         | Andrea Quarta - Gustavo Adrian Zito - Paolo Marcolin - Daniele Montereali                           |
| 5        | 2008 | Brandeburgo   | Daniel López - Andrea Paoloni - Rossano Rossetti - Antonio Girardi                                  |
| 6        | 2009 | Odense        | Ulisse Calzi - Ciro Davide Rizzo - Giovanni Triunfo - Gaetano Romeo                                 |
| 7        | 2010 | Annœullin     | Carlo Cifalà - Fabio Cavazzana - Fioravante Vecchione - Sandro Giachetti                            |
| 8        | 2011 | San Marino    | Gerd Kunz - Thomas Hahne - Sven Petzke - Toni Rosenberg - Christian Bey                             |
| 9        | 2013 | Brandeburgo   | Andrea Quarta - Michelangelo Aniello - Giuseppe Consagno - David Martinelli                         |
| 10       | 2014 | Parabiago     | Crocefisso Maggio - Fabio Cavazzana - Natalino Scorza - Antonio La Manna                            |
| 11       | 2015 | Brandeburgo   | Massimo Caria - Stefano Della Torre - Daniel López - Matteo Gualemi - Alberto Putignano             |
| 12       | 2016 | Herstal       | Michelangelo Aniello - Fioravante Vecchione - Stefano Freddi - Rossano Rossetti - Santi Caratozzolo |
| 13       | 2017 | Brandeburgo   | Andrea Quarta - Matteo Gualemi - Riccardo Belluta - Carlo Di Renzo - Antonio Buta                   |
| 14       | 2018 | Herstal       | Max Gabel - Thomas Hahne - Marco Berner - Toni Rosenberg                                            |
| 15       | 2019 | Brandeburgo   | Andrea Quarta - Michelangelo Aniello - Matteo Gualemi - Daniel López - Alberto Putignano            |
| 16       | 2022 | Hall in Tirol | Michele Gatta - Michelangelo Aniello - Matteo Gualemi - Pierluigi Sagnella                          |
| 17       | 2023 | Antalya       | Andrea Quarta - Michelangelo Aniello - Paolo Marcolin - Achille Mignolo - Pierluigi Sagnella        |
| 18       | 2024 | Calangianus   | Andrea Quarta - Michelangelo Aniello - Santi Caratozzolo - Achille Mignolo - Camilo Gomez           |

### Campionato sudamericano individuale
| Edizione | Anno | Località              | Vincitore            |
| 1        | 2012 | Montevideo            | Walter Ingegneri     |
| 2        | 2013 | Tancacha              | Guillermo Canavesio  |
| 3        | 2014 | Santana Do Livramento | Gustavo Longo        |
| 4        | 2015 | Ciudad De Rocha       | Gustavo Longo        |
| 5        | 2016 | Casilda               | Guillermo Canavesio  |
| 6        | 2017 | Montevideo            | Guillermo Canavesio  |
| 7        | 2019 | Montevideo            | Gustavo Longo        |
| 8        | 2022 | Casilda               | Gustavo Longo        |
| 9        | 2023 | Rosario               | José Oliva           |
| 10       | 2024 | Santa Fe              | Alejandro Martinotti |

### Campionato italiano professionisti
Tranne poche occasioni la manifestazione è disputata a Saint-Vincent.
| Edizione | Anno | Località      | Vincitore            | Provincia  |
| 1        | 2000 | Villongo      | Gustavo Adrian Zito  | Montecarlo |
| 2        | 2001 | Saint-Vincent | Carlo Cifalà         | Firenze    |
| 3        | 2002 | Saint-Vincent | Gustavo Adrian Zito  | Montecarlo |
| 4        | 2003 | Saint-Vincent | Gustavo Adrian Zito  | Montecarlo |
| 5        | 2004 | Saint-Vincent | Gianni Bombardi      | Milano     |
| 6        | 2005 | Saint-Vincent | Crocefisso Maggio    | Brindisi   |
| 7        | 2006 | Saint-Vincent | Michelangelo Aniello | Bari       |
| 8        | 2007 | Saint-Vincent | Michelangelo Aniello | Bari       |
| 9        | 2008 | Saint-Vincent | Antonio Girardi      | Como       |
| 10       | 2009 | Saint-Vincent | Giovanni Triunfo     | Foggia     |
| 11       | 2010 | Saint-Vincent | Andrea Quarta        | Torino     |
| 12       | 2011 | Saint-Vincent | Salvatore Mannone    | Milano     |
| 13       | 2012 | Saint-Vincent | Andrea Quarta        | Torino     |
| 14       | 2013 | Saint-Vincent | Andrea Quarta        | Torino     |
| 15       | 2014 | Saint-Vincent | Andrea Quarta        | Torino     |
| 16       | 2015 | Saint-Vincent | Crocefisso Maggio    | Brindisi   |
| 17       | 2016 | Nova Gorica   | Andrea Quarta        | Torino     |
| 18       | 2017 | Torino        | Crocefisso Maggio    | Brindisi   |
| 19       | 2018 | Saint-Vincent | Matteo Gualemi       | Firenze    |
| 20       | 2019 | Saint-Vincent | Andrea Quarta        | Torino     |
| 21       | 2021 | Saint-Vincent | Matteo Gualemi       | Firenze    |
| 22       | 2022 | Saint-Vincent | Achille Mignolo      | Cosenza    |
| 23       | 2023 | Saint-Vincent | Michelangelo Aniello | Bari       |
| 24       | 2024 | Saint-Vincent | Andrea Quarta        | Torino     |
| 25       | 2025 | Saint-Vincent | Michelangelo Aniello | Bari       |

### Campionato italiano categoria nazionali
Dopo una prima collocazione della manifestazione a Jesi, e altre singole edizioni, la manifestazione si disputa con regolarità a Saint-Vincent.
| Edizione | Anno | Località      | Vincitore            | Provincia     |
| 1        | 1972 | Jesi          | Laurdes Cavallari    | Milano        |
| 2        | 1973 | Jesi          | Paolo Coppo          | Alessandria   |
| 3        | 1974 | Jesi          | Domenico Acanfora    | Napoli        |
| 4        | 1975 | Jesi          | Ernesto Di Tizio     | Pescara       |
| 5        | 1976 | Jesi          | Michele Risolo       | Milano        |
| 6        | 1977 | Jesi          | Marcello Stoppa      | Milano        |
| 7        | 1978 | Jesi          | Paolo Diomajuta      | Pescara       |
| 8        | 1998 | Saint-Vincent | Gianni Bombardi      | Biella        |
| 9        | 1999 | Saint-Vincent | Rossano Rossetti     | Ancona        |
| 10       | 2000 | Saint-Vincent | Massimo Malafronte   | Salerno       |
| 11       | 2001 | Saint-Vincent | Rossano Rossetti     | Ancona        |
| 12       | 2002 | Saint-Vincent | Gerardo Mascolo      | Napoli        |
| 13       | 2003 | Saint-Vincent | Daniele Montereali   | Roma          |
| 14       | 2004 | Saint-Vincent | Antonio De Riccardis | Lecce         |
| 15       | 2005 | Saint-Vincent | Ennio Campostrini    | Torino        |
| 16       | 2006 | Saint-Vincent | Giovanni Cioffi      | Milano        |
| 17       | 2007 | Saint-Vincent | Antonio Girardi      | Como          |
| 18       | 2008 | Saint-Vincent | Fabio Cavazzana      | Padova        |
| 19       | 2009 | Saint-Vincent | Alberto Putignano    | Firenze       |
| 20       | 2010 | Saint-Vincent | Andrea Paoloni       | Ascoli Piceno |
| 21       | 2011 | Saint-Vincent | Michelangelo Aniello | Bari          |
| 22       | 2012 | Saint-Vincent | Riccardo Belluta     | Milano        |
| 23       | 2013 | Saint-Vincent | Matteo Gualemi       | Firenze       |
| 24       | 2014 | Saint-Vincent | Carlo Diomajuta      | Pescara       |
| 25       | 2015 | Saint-Vincent | Carlo Di Renzo       | Pescara       |
| 26       | 2016 | Nova Gorica   | Antonio Buta         | Messina       |
| 27       | 2017 | Torino        | Camilo Gomez         | Napoli        |
| 28       | 2018 | Saint-Vincent | Ciro Davide Rizzo    | Palermo       |
| 29       | 2019 | Saint-Vincent | Sandro Giachetti     | Firenze       |
| 30       | 2021 | Saint-Vincent | Giovanni Triunfo     | Foggia        |
| 31       | 2022 | Saint-Vincent | Camilo Gomez         | Napoli        |
| 32       | 2023 | Saint-Vincent | Matteo Gualemi       | Firenze       |
| 33       | 2024 | Saint-Vincent | Sebastiano Gargiulo  | Napoli        |
| 34       | 2025 | Saint-Vincent | Crocefisso Maggio    | Brindisi      |

### Campionato italiano AICS
Sinora tutte le manifestazioni sono state disputate nella cittadina di Altavilla Vicentina. 
| Edizione | Anno | Località            | Vincitore         | Provincia     |
| 1        | 1999 | Altavilla Vicentina | Riccardo Belluta  | Milano        |
| 2        | 2000 | Altavilla Vicentina | Lorenzo Pavanello | Venezia       |
| 3        | 2001 | Altavilla Vicentina | Giovanni Triunfo  | Foggia        |
| 4        | 2002 | Altavilla Vicentina | Arturo Albrito    | Torino        |
| 5        | 2003 | Altavilla Vicentina | Odino Crepaldi    | Torino        |
| 6        | 2004 | Altavilla Vicentina | Andrea Quarta     | Torino        |
| 7        | 2005 | Altavilla Vicentina | Paolo Marcolin    | Varese        |
| 8        | 2006 | Altavilla Vicentina | Riccardo Belluta  | Milano        |
| 9        | 2007 | Altavilla Vicentina | Fabio Cavazzana   | Padova        |
| 10       | 2008 | Altavilla Vicentina | Andrea Paoloni    | Ascoli Piceno |
| 11       | 2009 | Altavilla Vicentina | David Martinelli  | Verbania      |
| 12       | 2010 | Altavilla Vicentina | Ennio Campostrini | Torino        |
| 13       | 2011 | Altavilla Vicentina | Salvatore Mannone | Milano        |
| 14       | 2012 | Altavilla Vicentina | Fabio Cavazzana   | Padova        |
| 15       | 2013 | Altavilla Vicentina | Crocefisso Maggio | Brindisi      |
| 16       | 2014 | Altavilla Vicentina | Andrea Quarta     | Torino        |
| 17       | 2015 | Altavilla Vicentina | Paolo Marcolin    | Varese        |
| 18       | 2017 | Altavilla Vicentina | Fabio Cavazzana   | Padova        |
| 19       | 2018 | Altavilla Vicentina | Matteo Gualemi    | Firenze       |
| 20       | 2020 | Altavilla Vicentina | Andrea Quarta     | Torino        |

### Gran Premio di Saint-Vincent
Sinora tutte le manifestazioni sono state disputate a Saint-Vincent.
| Edizione | Anno | Località      | Vincitore                  | Provincia       |
| 1        | 1960 | Saint-Vincent | Giovanni Cappelli          | Firenze         |
| 2        | 1961 | Saint-Vincent | Laurdes Cavallari          | Milano          |
| 3        | 1962 | Saint-Vincent | Ruggero Crotti             | Milano          |
| 4        | 1963 | Saint-Vincent | Silvano Cambi              | Firenze         |
| 5        | 1964 | Saint-Vincent | Rosario Di Stefano         | Milano          |
| 6        | 1970 | Saint-Vincent | Paolo Coppo                | Alessandria     |
| 7        | 1972 | Saint-Vincent | Bruno Zanti                | Milano          |
| 8        | 1973 | Saint-Vincent | Salvatore Centorami        | Pescara         |
| 9        | 1974 | Saint-Vincent | Liliano Palloni            | Pistoia         |
| 10       | 1975 | Saint-Vincent | Andrea Esposito            | Torino          |
| 11       | 1976 | Saint-Vincent | Renato Corbellini          | Milano          |
| 12       | 1977 | Saint-Vincent | Renato Corbellini          | Milano          |
| 13       | 1978 | Saint-Vincent | Carlo Sandri               | Torino          |
| 14       | 1979 | Saint-Vincent | Paolo Venerando            | Venezia         |
| 15       | 1984 | Saint-Vincent | Nicolò Cammarata           | Milano          |
| 16       | 1985 | Saint-Vincent | Enzo Vicario               | Torino          |
| 17       | 1988 | Saint-Vincent | Giuseppe Caruso            | Firenze         |
| 18       | 1989 | Saint-Vincent | Giovanni Silla             | Firenze         |
| 19       | 1990 | Saint-Vincent | Francesco Auletta          | Caserta         |
| 20       | 1991 | Saint-Vincent | Giovanni Silla             | Firenze         |
| 21       | 1992 | Saint-Vincent | Gustavo Adrian Zito        | Montecarlo      |
| 22       | 1994 | Saint-Vincent | Giampietro Momentè         | Sondrio         |
| 23       | 1995 | Saint-Vincent | Giuseppe Consagno          | Salerno         |
| 24       | 1998 | Saint-Vincent | Massimo Caria              | Milano          |
| 25       | 1999 | Saint-Vincent | Gustavo Adrian Zito        | Montecarlo      |
| 26       | 2000 | Saint-Vincent | Davide Di Santo            | Milano          |
| 27       | 2001 | Saint-Vincent | Riccardo Masini            | Milano          |
| 28       | 2002 | Saint-Vincent | Gustavo Enrique Torregiani | Brescia         |
| 29       | 2003 | Saint-Vincent | Gustavo Enrique Torregiani | Brescia         |
| 30       | 2004 | Saint-Vincent | Gustavo Adrian Zito        | Montecarlo      |
| 31       | 2005 | Saint-Vincent | Andrea Quarta              | Torino          |
| 32       | 2006 | Saint-Vincent | Daniele Montereali         | Roma            |
| 33       | 2007 | Saint-Vincent | Massimo Caria              | Milano          |
| 34       | 2008 | Saint-Vincent | Andrea Quarta              | Torino          |
| 35       | 2009 | Saint-Vincent | Antonio De Riccardis       | Lecce           |
| 36       | 2010 | Saint-Vincent | Andrea Quarta              | Torino          |
| 37       | 2011 | Saint-Vincent | Riccardo Belluta           | Milano          |
| 38       | 2013 | Saint-Vincent | Crocefisso Maggio          | Brindisi        |
| 39       | 2017 | Saint-Vincent | Andrea Quarta              | Torino          |
| 40       | 2018 | Saint-Vincent | David Martinelli           | Pisa            |
| 41       | 2019 | Saint-Vincent | Fioravante Vecchione       | Brescia         |
| 42       | 2021 | Saint-Vincent | Daniele Montereali         | Roma            |
| 43       | 2022 | Saint-Vincent | Fabio Mura                 | Sassari         |
| 44       | 2023 | Saint-Vincent | Santi Caratozzolo          | Reggio Calabria |
| 45       | 2024 | Saint-Vincent | Camilo Gomez               | Napoli          |

## Graduatorie
Classifica dei giocatori per numero di vittorie delle prove Betitaly Tour Pro a partire dalla stagione sportiva 2002-2003.
| Posizione | Vittorie | Vincitore            | Provincia       |
| 1         | 33       | Andrea Quarta        | Torino          |
| 2         | 14       | Crocefisso Maggio    | Brindisi        |
| 2         | 14       | Michelangelo Aniello | Bari            |
| 4         | 11       | Gustavo Adrian Zito  | Montecarlo      |
| 5         | 6        | Paolo Marcolin       | Varese          |
| 6         | 5        | Daniele Montereali   | Roma            |
| 6         | 5        | Daniel López         | Milano          |
| 6         | 5        | Matteo Gualemi       | Firenze         |
| 9         | 4        | Riccardo Belluta     | Milano          |
| 9         | 4        | Salvatore Mannone    | Milano          |
| 9         | 4        | David Martinelli     | Pisa            |
| 12        | 3        | Gaetano Romeo        | Agrigento       |
| 13        | 2        | Andrea Paoloni       | Ascoli Piceno   |
| 13        | 2        | Gianni Bombardi      | Biella          |
| 13        | 2        | Marco Sala           | Milano          |
| 13        | 2        | Giovanni Triunfo     | Foggia          |
| 17        | 1        | Antonio Girardi      | Como            |
| 17        | 1        | Giampiero Rosanna    | Varese          |
| 17        | 1        | Ennio Campostrini    | Torino          |
| 17        | 1        | Gerardo Mascolo      | Napoli          |
| 17        | 1        | Francesco Auletta    | Caserta         |
| 17        | 1        | Giovanni Muro        | Napoli          |
| 17        | 1        | Riccardo Masini      | Firenze         |
| 17        | 1        | Carlo Cifalà         | Firenze         |
| 17        | 1        | Marco Micucci        | Macerata        |
| 17        | 1        | Sandro Giachetti     | Firenze         |
| 17        | 1        | Antonio La Manna     | Napoli          |
| 17        | 1        | Fabrizio Borroni     | Milano          |
| 17        | 1        | Santi Caratozzolo    | Reggio Calabria |
| 17        | 1        | Alberto Putignano    | Firenze         |
| 17        | 1        | Ciro Davide Rizzo    | Palermo         |
| 17        | 1        | Achille Mignolo      | Cosenza         |
| 17        | 1        | Rossano Rossetti     | Ancona          |

## Altri campioni della specialità
- Riccardo Barbini
- Eliomar Berruti
- Emilio Biagini
- Umberto Casaula
- Gastone Cavazzana
- Francesco Cirillo
- Vincenzo Consagno
- Carlos Coria
- Piero Crespina
- Marcelo Della Gaspera
- Eolo Fiaschi
- Alfredo Fillia
- Juan Fillia
- Nicolas Fillia
- Giuseppe Garuffa[5]
- Pietro Guerrera
- Carmine Ianne
- Marcello Lotti
- Onofrio Mazzarella[6]
- Alessandro Mazzinghi[7]
- Marcelo Mendy
- Riccardo Nuovo
- Leonardo Pogliaghi[8]
- Angelo Repoli
- Gastone Rulli
- Simone Soresini
- Simone Spagna
- Giuseppe Taverna